# Джяково
Джя́ково (хорв. Đakovo, венг. Diakovár) — город в восточной части Хорватии. Расположен в Славонии, в Осиецко-Бараньской жупании, на восток от столицы страны — Загреба, в 37 км на юго-запад от столицы провинции — Осиека. В некоторых дореволюционных источниках, например в энциклопедическом словаре Брокгауза и Ефрона, город описывается как Дьяковар или Дьяково.
Население — 20 912 чел. (2001).

## Общие сведения

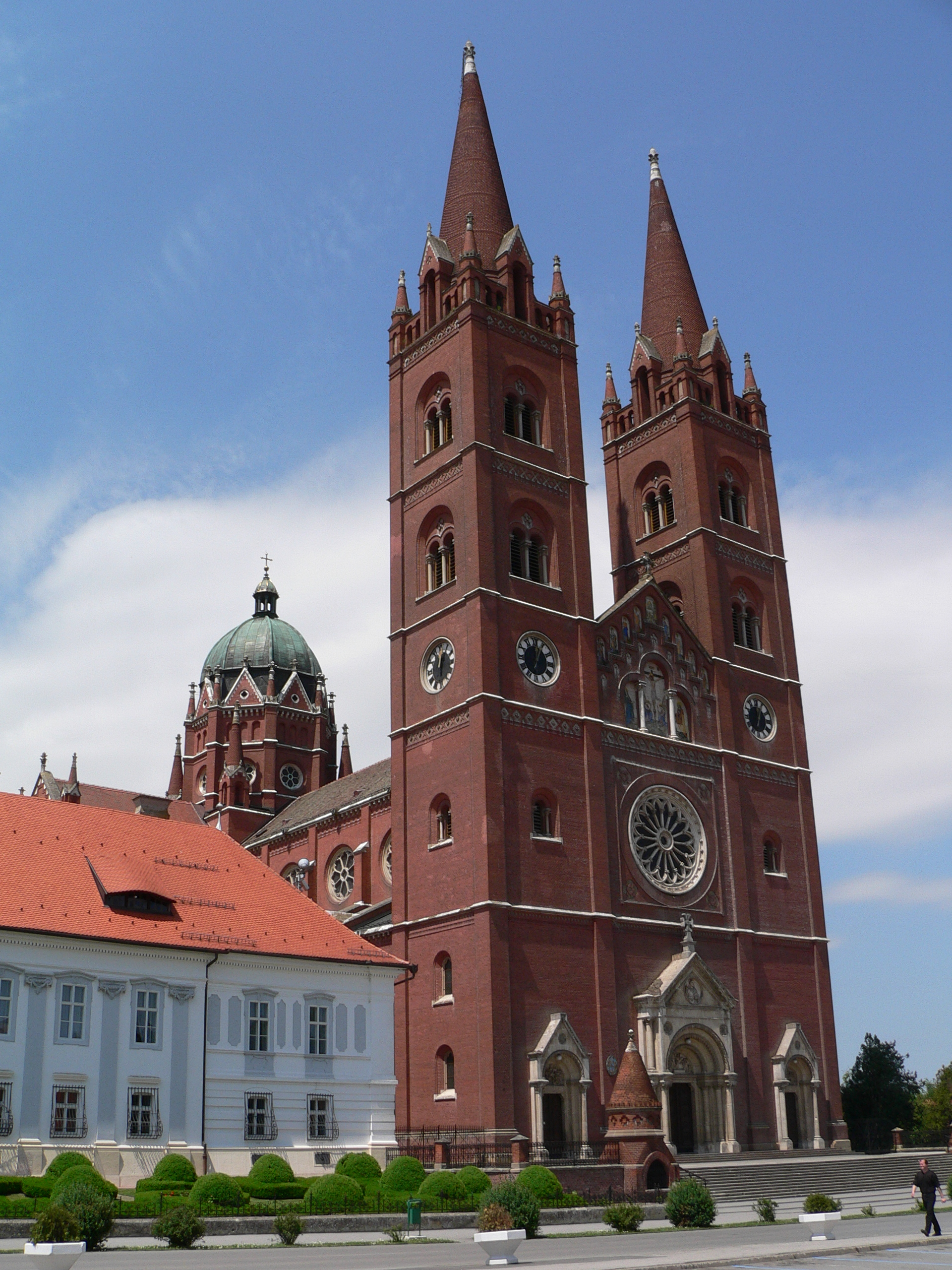
Собор Святого Петра

Город расположен на железной дороге Будапешт — Осиек — Сараево и связан автомобильными трассами с хорватскими городами Осиек (часть европейской трассы Е73), Славонски-Брод, Винковцы, а также с Венгрией, Сербией и Боснией и Герцеговиной.
Джяково — центр Джяковского региона с плодородными почвами.
В городе расположены предприятия легкой, пищевой, деревообрабатывающей и химической промышленности. Джяково — центр коневодства и конного туризма, в городе расположен конезавод. Здесь же, в 1935 году, профессором ветеринарии Степаном Ромичем был открыт питомник для селекции хорватской овчарки — хорватской пастушьей породы собак.
В окрестностях расположены виноградники и винодельни.
С именем города связано имя епископа Штроссмайера, хорватского общественного деятеля конца XIX века, бывшего епископом Джякова.

## Достопримечательности и события
- Кафедральный Собор Святого Петра (1882 г.). Один из семи хорватских соборов, носящих почётный титул «малая базилика».
- Епископский дворец (XIX век).
- Фольклорный праздник Джяковская вышивка (Đakovački Vezovi). Организуется ежегодно в начале июля, включает в себя шествия в народных костюмах, конкурсы фольклорных танцев и певческих групп.

## Известные уроженцы
- Житняк, Мирослав, футболист.